# 클라우디아 포텐차
클라우디아 포텐차(Claudia Potenza, 1981년 5월 27일 ~ )는 이탈리아의 배우이다.